# Hendrik van Wijn
Hendrik van Wijn (Den Haag, 21 juni 1740 - aldaar, 26 september 1831) was een Nederlands geschiedkundige, oudheidkundige en dichter. Hij werd bekend als medeoprichter van de Maatschappij der Nederlandse Letterkunde. Van Wijn wordt gezien als een breed geschoolde academicus die als een van de eersten in Nederland veel aandacht besteedde aan de geschiedenis van de Nederlandse letterkunde.
Van Wijn heeft meerdere werken uitgebracht, waaronder Bijvoegsels en Aanmerkingen (1790) op Vaderlandse Historie (1749-1759) van Jan Wagenaar en de catalogus van de boeken in de oude abdij van Egmond in Huiszittend Leeven (1812). Zijn beroemdste werk is Historische en letterkundige avondstonden (1800), waarin hij als eerste een beredeneerd overzicht geeft van een periode van de Nederlandse letterkunde. Van zijn dichtkunst zijn enkele werken terug te vinden in Nieuwe Bijdragen tot opbouwing der Nederlandsche Letterkunde (1763-1766).

## Biografie
Hendrik van Wijn werd geboren op 21 juni 1740 in Den Haag. Hij was de zoon van een militair. In 1754 ging hij in zijn geboorteplaats naar de Latijnse school, waar hij gezamenlijk met onder meer de latere hoogleraar Eduard Sandifort (1742-1814) onderwijs kreeg van rector Rutger Ouwens. Hij studeerde vervolgens in Leiden, waar hij les kreeg van onder meer David Ruhnken. Na vijf jaar studie rechten, oudheden, letteren en geschiedenis promoveerde hij in 1764.
Een deel van zijn leven werkte Van Wijn als pensionaris van Brielle (1779-1781) en Gouda (1780-1787). In 1788 werd hij afgezet wegens een patriottische denkwijze. Hij was lid van de rederijkerskamer De Goudsbloem. Van het gezelschap maakte ook burgemeester Jan Jacob Slicher, baljuw Jan Couperus, de rector Gerard Carel Coenraad Vatebender, de dichteres Petronella Moens, Jan Verveer, Gerrit Brender à Brandis en Abraham en Jan Jacob Vereul deel uit. Het genootschap telde relatief veel vrouwelijke leden.
Van Wijn was goed bekend met historicus Jan Wagenaar, die hij in het laatste decennium van diens leven een aantal malen zou ontmoeten en met wie hij correspondeerde. In 1779 werd Van Wijn lid van de De Oeconomische Tak van de Hollandsche Maatschappij van Wetenschappen, een genootschap ter bevordering van de handel, nijverheid en welvaart.
In 1802 werd Van Wijn aangesteld als “archivarius der Bataafse Republiek” en als “archivarius van Holland”. Zijn aanstelling wordt gezien als begin van het openbaar archiefwezen in Nederland en als datum van de grondlegging van het Nationaal Archief. In 1803 werd Van Wijn benoemd als directielid van de Bataafsche Maatschappij der Wetenschappen. Hij werd lid van de Koninklijke Nederlandse Akademie van Wetenschappen in 1808. Hendrik van Wijn overleed in 1831 op 91-jarige leeftijd.
Na zijn dood werd Van Wijn als rijksarchivaris opgevolgd door zijn leerling J.C. de Jonge, die in Van Wijn als geleerde en staatsman (1832) een uitvoerige beschrijving geeft over zijn leven en werk.

## Historische en letterkundige avondstonden

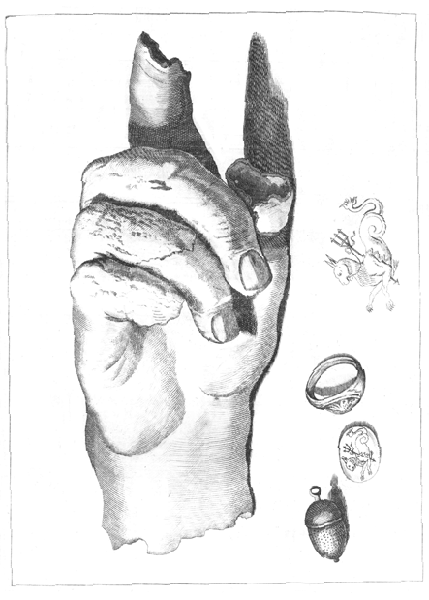
Bronzen hand gevonden in Forum Hadriani (1771). Afbeelding gepubliceerd in Historische en letterkundige avondstonden, tweede boek, 1800 [https://www.dbnl.org/tekst/wijn001hist01_01/wijn001hist01_01_0007.php

In 1800 deed Van Wijn in Historische en letterkundige avondstonden als eerste een poging tot het beschrijven van de ontwikkeling van de Nederlandse letterkunde. Hij wordt hierdoor wel gezien als de vader der geschiedschrijving van de Nederlandse letterkunde. Hij presenteerde een overzicht van de Middelnederlandse literatuur, wat niet veel meer was dan een schets. Het lijkt totaal niet op de literatuurgeschiedenissen zoals deze tegenwoordig geschreven worden.
Van de 500 pagina's zijn er maar 200 besteed aan een 'Schets van den toestand der Nederduitsche digtkunde, van de Frankische tyden af, tot den jaare 1500'. De overige pagina’s gaan voornamelijk over andere historie. Nog een groot verschil met de literatuurgeschiedenissen van nu is de aanbiedingsvorm. Van Wijn heeft gekozen voor een zeer aparte vorm van schrijven: de klassieke dialoog, een vraag- antwoordspel tussen de leergierige Aleide en Reinout enerzijds en de erudiete Volkhart anderzijds. Hiermee probeert hij op een luchtige manier zijn kennis over de middeleeuwse literatuur door te geven aan de lezer.
Bijzonder aan Historische en letterkundige avondstonden is verder dat Van Wijn hierin als eerste een beknopte samenvatting geeft van het middeleeuwse werk Karel ende Elegast, op aanraden van handschriftenverzamelaar en landsadvocaat Mr. Jacob Visser. Naar aanleiding van de publicatie van zijn samenvatting zou Van Wijn correspondentie ontvangen van de schrijvers Jacob Grimm en August Hoffmann von Fallersleben. Vooral met de laatste onhield hij veel contact. Grimm had Van Wijn aanvankelijk niet beantwoord. Pas na een derde brief zou hij hem terugschijven. Hoffmann zou Van Wijn in 1820 en 1830 bezoeken.

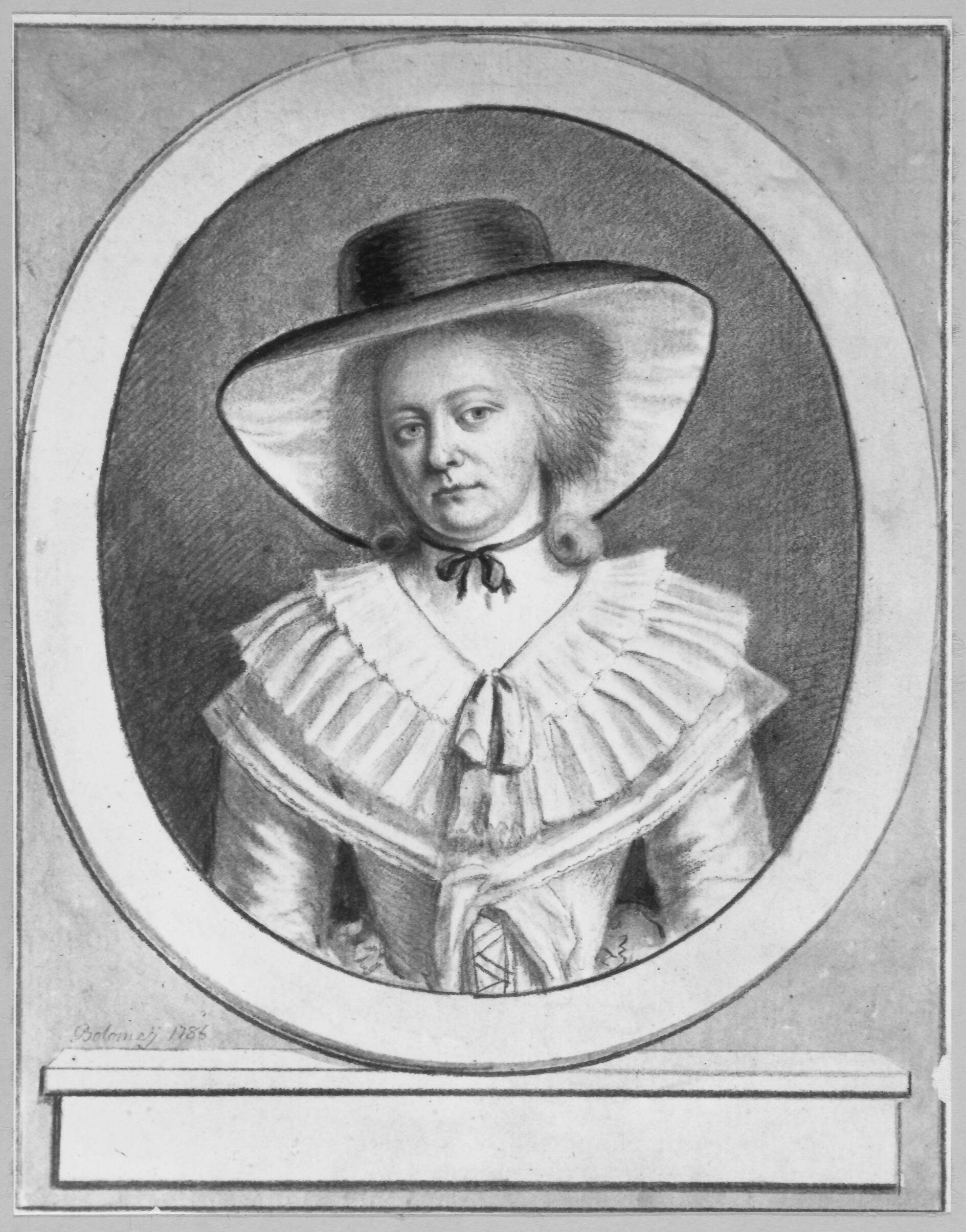
Susanna Bloteling, echtgenote van Hendrik van Wijn, werd in 1786 geportretteerd door Benjamin Bolomey.

## Hendrik van Wijnpenning
Sinds 1987 wordt door de Koninklijke Vereniging van Archivarissen in Nederland (KVAN) een naar Hendrik van Wijn vernoemde penning uitgereikt aan personen die zich verdienstelijk hebben gemaakt voor het archiefwezen of voor de KVAN. De penning is sinds de instelling tien maal toegekend.